# 7人制ラグビー男子ウェールズ代表
7人制ラグビー男子ウェールズ代表（英語: Wales national rugby sevens team）は、国際大会に派遣される7人制ラグビーの男子ウェールズ代表チームである。
ワールドラグビーセブンズシリーズ、ラグビーワールドカップセブンズなどに出場している。なおオリンピックは代表チームがオリンピック委員会単位での出場しか認められていないので出場できない。

## 歴史
第6回ラグビーワールドカップセブンズ決勝でアルゼンチンを下して初優勝。
2020年、ワールドラグビーセブンズシリーズ初のコアチーム最下位になった。

## 成績

### ワールドカップ
| 年   | ラウンド             | 順位     | 試       | 勝       | 負       | 分       |
| ---- | -------------------- | -------- | -------- | -------- | -------- | -------- |
| 1993 | プレート準決勝敗退   | 11       | 6        | 3        | 3        | 0        |
| 1997 | プレート準々決勝敗退 | 13       | 5        | 1        | 3        | 1        |
| 2001 | プレート準決勝敗退   | 11       | 7        | 3        | 3        | 1        |
| 2005 | 出場なし             | 出場なし | 出場なし | 出場なし | 出場なし | 出場なし |
| 2009 | カップ優勝           | 1        | 6        | 5        | 1        | 0        |
| 2013 | カップ準々決勝敗退   | 5        | 4        | 3        | 1        | 0        |
| 2018 |                      | 11       | 5        | 3        | 2        | 0        |
| 計   | 優勝 1回             | 6/7      | 33       | 18       | 13       | 2        |

### ワールドセブンズシリーズ
- ※コアチームとして在籍したシーズンのみ
- 2000-2001シーズン - 9位
- 2001-2002シーズン - 8位
- 2002-2003シーズン - 9位
- 2005-2006シーズン - 11位
- 2006-2007シーズン - 6位
- 2007-2008シーズン - 8位
- 2008-2009シーズン - 9位
- 2009-2010シーズン - 9位
- 2010-2011シーズン - 7位
- 2011-2012シーズン - 8位
- 2012-2013シーズン - 7位
- 2013-2014シーズン - 11位
- 2014-2015シーズン - 12位
- 2015-2016シーズン - 12位
- 2016-2017シーズン - 10位
- 2017-2018シーズン - 14位
- 2018-2019シーズン - 14位
- 2019-2020シーズン - 15位

## 直近大会の代表スコッド
1. ジェームズ・ベンジャミン（英語版）
2. イーサン・デービス
3. ウィル・トーマス
4. ロイド・ルイス
5. トム・ウィリアムズ（英語版）
6. ウィル・ジョーンズ
7. ダフ・スミス
8. コーラム・カーソン
9. ジェイ・ジョーンズ
10. ケイン・ウォーラートン（英語版）
11. コーラム・ジェームズ
12. アレックス・グレー
13. ルーク・トレハーネ